# إليزابيث لودلو
إليزابيث لودلو (بالإنجليزية: Elizabeth Ludlow)‏ هي ممثلة أمريكية، ولدت في 5 يونيو 1989 في بيتسبرغ في الولايات المتحدة.

## أعمال

### أفلام
- حراس المجرة 2[4][4]

## وصلات خارجية
- إليزابيث لودلو على موقع IMDb (الإنجليزية)
- إليزابيث لودلو على موقع ميتاكريتيك (الإنجليزية)
- إليزابيث لودلو على موقع روتن توميتوز (الإنجليزية)
- إليزابيث لودلو على موقع ألو سيني (الفرنسية)
- إليزابيث لودلو على موقع قاعدة بيانات الفيلم (الإنجليزية)